# Bogyóevő tirannusz
A bogyóevő tirannusz (Mionectes oleagineus) a madarak (Aves) osztályának verébalakúak (Passeriformes) rendjébe és a királygébicsfélék (Tyrannidae) családjába tartozó faj.

## Rendszerezése
A fajt Martin Hinrich Carl Lichtenstein német zoológus írta le 1823-ban, a Muscicapa nembe Muscicapa oleaginea néven.

## Alfajai
- Mionectes oleagineus abdominalis (W. H. Phelps & Phelps, 1955)
- Mionectes oleagineus assimilis P. L. Sclater, 1859
- Mionectes oleagineus chloronotus (Orbigny & Lafresnaye, 1837)
- Mionectes oleagineus dorsalis (W. H. Phelps & W. H. Phelps Jr, 1952)
- Mionectes oleagineus dyscolus Bangs, 1901
- Mionectes oleagineus hauxwelli (Chubb, 1919)
- Mionectes oleagineus intensus (Zimmer & W. H. Phelps, 1946)
- Mionectes oleagineus lutescens (Griscom, 1927)
- Mionectes oleagineus maynanus (Stolzmann, 1926)
- Mionectes oleagineus obscurus (Dickey & Van Rossem, 1925)
- Mionectes oleagineus oleagineus (Lichtenstein, 1823)
- Mionectes oleagineus pacificus'1 (Todd, 1921)
- Mionectes oleagineus pallidiventris Hellmayr, 1906
- Mionectes oleagineus parcus Bangs, 1900
- Mionectes oleagineus wallacei (Chubb, 1919)[2]

## Előfordulása
Mexikó, Trinidad és Tobago, valamint Belize, Costa Rica, Guatemala, Honduras, Nicaragua, Panama, Salvador, Bolívia, Brazília, Francia Guyana, Guyana, Kolumbia, Ecuador, Peru, Suriname és Venezuela területén honos.
Természetes élőhelyei a szubtrópusi és trópusi síkvidéki és hegyi esőerdők, mocsári erdők, folyók és patakok környéke, valamint erősen leromlott egykori erdők. Állandó, nem vonuló faj.

## Megjelenése
Testhossza 13,5 centiméter, testtömege 13–17 gramm.

## Életmódja
Ízeltlábúak és bogyókkal táplálkozik.

## Természetvédelmi helyzete
Az elterjedési területe rendkívül nagy, egyedszáma pedig stabil. A Természetvédelmi Világszövetség Vörös listáján nem fenyegetett fajként szerepel.